# عزیز دانش راد
عزیز دانش راد یا عزیز گبای یکی از رهبران جامعه یهودیان ایران بود.

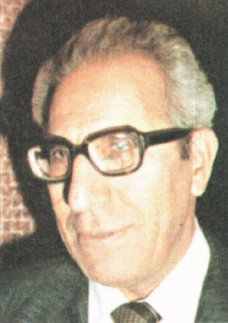

## زندگی‌نامه
عزیز گبای در سال ۱۲۹۹ در شهر گلپایگان به دنیا آمد. پدر او حقنظر گبای یک حاخام معروف یهودی بود که خدمات زیادی برای جامعه یهودیان گلپایگان انجام داده بود. او در سه سالگی پدرش را از دست داد و مادرش سرپرستی او و دو برادر و چهارخواهرش را بر عهده گرفت. او از خردسالی تورات و زبان عبری را فراگرفت. پس از مهاجرت به تهران در مدارس آلیانس تحصیل کرد و سپس در دانشکده فنی دانشگاه تهران به تحصیل رشته مهندسی برق پرداخت و با رتبه اول فارغ‌التحصیل شد. او در خاطرات خود نوشته است که هنگام فارغ‌التحصیلی رئیس وقت دانشکده به دلیل یهودی بودن او حاضر به اعطای نشان افتخار به وی نشد. او پس از فارغ‌التحصیلی به تدریس ریاضی و فیزیک و شیمی پرداخت و پس از مدتی در دانشکده پلی تکنیک تهران استاد ریاضی شد. او سپس در وزارت فرهنگ استخدام شد و بعد به وزارت صنایع و معادن رفت. او سپس در وزارت اقتصاد به سمت مدیریت کل صنایع کشور منصوب شد. او پس از تأسیس شرکت ذوب آهن ایران به دعوت مدیرعامل این شرکت مدیر فنی و سپس قائم مقام مدیر عامل شد. او بارها به عنوان نماینده ایران به کشورهای مختلف نظیر شوروی، فرانسه، انگلستان و سوئیس سفر کرد و قراردادهای تجاری برای صنعت فولاد امضاء نمود. او از شاه ایران مدال درجه یک همایونی و نشان درجه دو تاج دریافت کرد. او در کنار همین مسئولیتها مدیر عامل شرکت اتکا و شرکت سیمان آریا را نیز بر عهده داشت. او چندی نیز مشاور سازمان برنامه و بودجه کل کشور بود. در سال ۱۳۵۷ او از خدمت دولتی بازنشسته شد.

## فعالیتهای یهودی
عزیز دانش راد در جامعه یهودیان ایران نیز بسیار فعال بود. او در جوانی در نشریات بنی آدم و اسرائیل نویسندگی می‌کرد. او همچنین از اعضای فعال انجمن کلیمیان بود. در اوائل انقلاب ایران و با دستگیری حبیب القانیان مسئولیت انجمن کلیمیان به وی محول شد. او همچنین نماینده یهودیان در مجلس خبرگان قانون اساسی بود و در تدوین قانون اساسی جمهوری اسلامی نقش داشت.
او همچنین از اعضای اصلی موسس جامعه روشنفکران یهودی بود و به همراه جمعی از یهودیان در سال ۵۸ با آیت‌الله خمینی دیدار کرد. 

## فعالیتهای سیاسی
عزیز دانش راد به خاطر فعالیتهای سیاسی ضد سلطنتی و کمونیستی و عضویت در حزب توده در زمان شاه زندانی شده بود.

## زندگی شخصی
او در سال ۱۳۲۳ با دختر عمویش اقدس ازدواج کرد و حاصل این ازدواج سه فرزند پسر و دو دختر بود.

## مرگ
عزیز دانش راد در سال ۱۳۷۰ شمسی در سن ۷۱ سالگی به دلیل بیماری از دنیا رفت.